# Marmara Ereğlisi

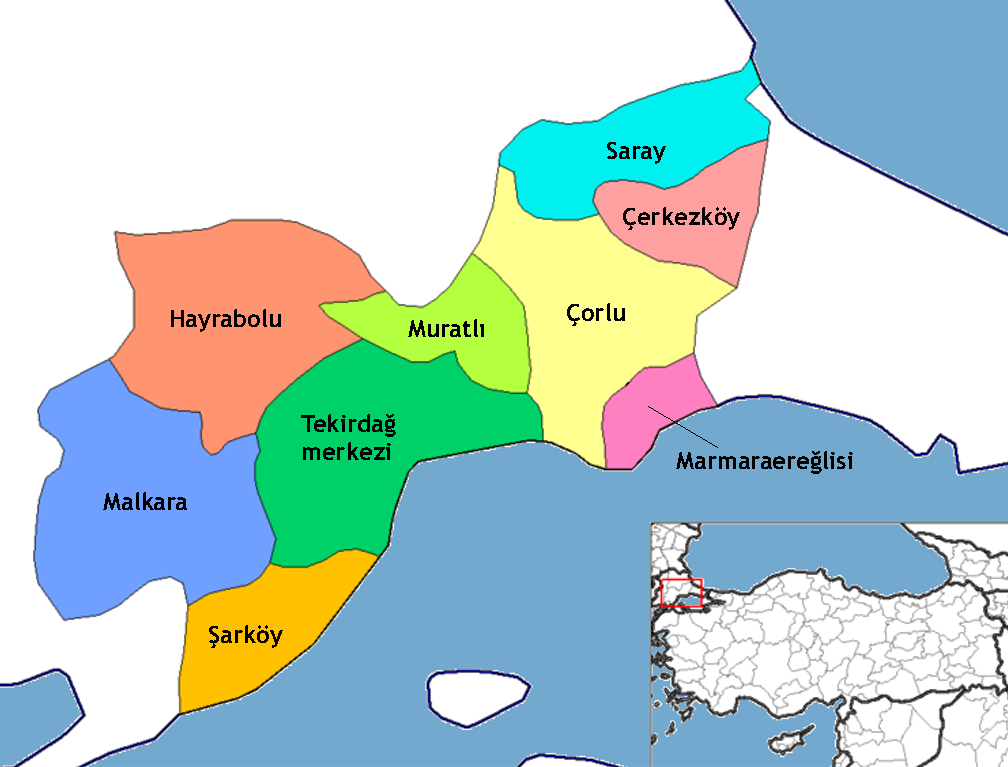
Posizione di Marmara Ereğli

Marmara Ereğlisi, anticamente Eraclea (in greco Ηράκλεια?), è una città e distretto della provincia di Tekirdağ nella regione di Marmara in Turchia. Si trova a 30 km a est della città di Tekirdağ e a 90 km ad ovest di Istanbul, nei pressi di un piccolo promontorio sulla riva nord del Mar di Marmara. Si chiama Marmara Ereglisi (o Marmara Ereğli nell'uso colloquiale) per distinguerla dalle altre due grandi città in Turchia con il nome Ereğli, una in provincia di Konya (Konya Ereglisi) e l'altra nella regione del Mar Nero, (Karadeniz Ereğli).

## Storia
La città, originariamente una colonia dell'isola di Samo, venne fondata con il nome di Perinto (in greco antico: Πέρινθος?), normalmente nota nella forma latinizzata Perinthus. Intorno al 300 d.C., le venne dato il nome Heraclea (Ἡράκλεια). Fu costruita ad anfiteatro sulla collina di un promontorio che si estende sul Mar di Marmara, vicino all'attuale città moderna. Il suo porto e la sua situazione felice all'incrocio di diverse grandi vie marine, ne fecero un centro di notevole importanza commerciale. Divenne famosa per la sua resistenza a Filippo II di Macedonia. Molte delle sue monete sono giunti fino a noi e ci danno informazioni relative alle feste che vi si tenevano. L'imperatore bizantino Giustiniano I ripristinò i suoi acquedotti e un palazzo.
In seguito, secondo la tradizione, in età apostolica Heraclea divenne sede vescovile cristiana. Come capitale della provincia romana di Europa, è stata sede metropolitana per tutte le diocesi della provincia, tra cui Bisanzio, che nel 330 divenne Costantinopoli. La sede di Costantinopoli ha tuttavia presto ottenuto la superiorità su Heraclea. Heraclea è stata riconosciuta nella Notitia Episcopatuum dello Pseudo-Epifanio come dotata di cinque sedi suffraganee: Rumelifeneri, Callipoli, Chersoneso in Europa, Coesto e Radesto. Agli inizi del X secolo Notitia Episcopatuum, da una lista di Leone VI il Saggio, le attribuì 15 diocesi suffraganee e un'altra, datata 1022-1025, le indicava a 17. Con l'avvento dell'impero ottomano il numero delle suffraganee si andò drasticamente riducendo. Agli inizi del XX secolo, aveva ancora due suffraganee. Oggi è soltanto sede titolare "Antica Metropolia ed Esarcato di Tracia" del Patriarcato ecumenico di Costantinopoli. Nel XIII secolo, vi era la diocesi latina di Heraclea. Oggi, la Chiesa cattolica la annovera fra le sedi titolari.

## Eski Ereğli
Nel suo racconto della sua visita in zona del 1815, Edward Daniel Clarke dichiarò che, "a dispetto del suo nome, che significa "vecchio Ereğli o Heraclea", il villaggio di Eski Ereğli (oggi, Gümüşyaka), dove speravo di trovare antichità, aveva appena qualche rovina antica, ed è il villaggio costiero conosciuto localmente come Büyük Ereğli (grande Ereğli o grande Heraclea), a circa due ore (9 km.) a distanza dall'antica città di Heraclea.
Eski Ereğli corrisponde invece alla città antica e alla sede vescovile di Daonium. Questa appare come sede vescovile per la prima volta nei primi anni del X secolo nella suddetta lista di Leone VI il Saggio. Il suo vescovo Tommaso partecipò al Concilio di Nicea nel 787 e Clemens al foziano Concilio di Costantinopoli dell'879-880. Come Heraclea, aveva un vescovo latino ai tempi dell'Impero latino di Costantinopoli (1204-1261). Non più una diocesi residenziale, Daonium oggi viene annoverata fra le sedi titolari dalla Chiesa cattolica.